# Wolsztyn
Wolsztyn (prononciation : [ˈvɔlʂtɨn], en allemand : Wollstein) est une ville de la voïvodie de Grande-Pologne et du powiat de Wolsztyn.
Elle est située à environ 63 km au sud-ouest de Poznań, capitale de la voïvodie de Grande-Pologne.
Elle est le siège administratif de la gmina de Wolsztyn et du powiat de Wolsztyn.
Elle s'étend sur 4,78 km2.

## Géographie

Plan de la ville.

Située à l'ouest de la voïvodie de Grande-Pologne, à la limite de la voïvodie de Lubusz avec ses lacs et ses forêts, la ville de Wolsztyn se trouve aux bords de la Dojca (pl), qui alimente deux lacs près de la ville. Sa superficie est de 4,78 km2.
La ville est localisée à environ 63 km au sud-ouest de Poznań, la capitale régionale.

## Histoire
Les premiers documents parlant de cette région ne proviennent que du milieu du XIIe siècle, et aux environs des XIIIe et XIVe siècles remonte le début de la ville de Wolsztyn, fondée par les moines cisterciens de l'abbaye voisine d'Obra.
Les débuts de Wolsztyn sont liés au commerce de la laine et à la production de tissu et de tissage de toile. Au fil des siècles, la ville est hantée par des catastrophes naturelles - incendies et épidémies - les plus dangereuses ayant éclaté dans les années 1469, 1630, 1710 et 1810.
À la fin du XVIIIe siècle, Wolsztyn avait plus de quinze cents habitants. Parmi eux se trouvaient de nombreux commerçants, meuniers, brasseurs et cordonniers. La situation de la ville changea en 1793, après le deuxième partage de la Pologne, lorsque Wolsztyn entra dans les frontières du royaume de Prusse. De 1815 à 1920, Wollstein fait partie de l'arrondissement de Bomst dans le district de Posen au sein de la province de Posnanie.
Dans la seconde moitié du XIXe siècle, Wolsztyn, de par sa mixité ethnique devint scène de la germanisation.
Au cours de l'insurrection de Grande-Pologne, les troupes polonaises prirent le contrôle de la ville le 5 janvier 1919.
Le déclenchement de la Seconde Guerre mondiale commença par l'invasion nazie de la Pologne amenant avec elle souffrance et perte d'indépendance et de liberté aussi bien pour les citoyens de Wolsztyn que pour le reste du pays. Dans la ville s'installèrent des camps de travail et de prisonniers de guerre. Le 26 janvier 1945, l'arrivée de l'Armée rouge mit fin à l'occupation allemande de Wolsztyn.
De 1975 à 1998, la ville faisait partie du territoire de la voïvodie de Zielona Góra. Depuis 1999, la ville fait partie du territoire de la voïvodie de Grande-Pologne.

## Monuments
- l'église paroissiale de l'Immaculée Conception de la Bienheureuse Vierge Marie - le monument le plus important de la ville - du baroque tardif, fut construite pendant la seconde moitié du XVIIe siècle. La forme actuelle de l'église résulte de travaux de rénovation réalisés en 1925 (sacristie), 1987 (coupole).
- l'église paroissiale de l'Ascension.
- le monastère et l'abbaye cistercienne - fondés en 1231 par Sędziwój - le chantre de la cathédrale de Gniezno. Le premier temple survécut jusqu'au XVIe siècle. En 1596, Jakub Brzeźnicki, évêque auxiliaire de Poznań, consacra le nouveau monastère et l'église. La forme actuelle de l'église date du XVIIe siècle. Depuis 1920, l'Abbaye est occupée par les Oblats Missionnaires de Sainte Marie Immaculée.
- le palais et le parc rue Drzymały - parc historique du lac de Wolsztyn dans le style anglais contenant des espèces rares d'arbres (Ginkgo biloba, chêne), ainsi qu'un palais néoclassique du début du XXe siècle. Actuellement, il abrite un restaurant et un hôtel.
- le musée de Robert Koch, rue Robert Koch - ancien hôpital où travaillait Robert Koch, prix Nobel, actuellement devenu un musée.
- le musée en Plein Air (Skansen) d'architecture folklorique, rue Bohaterów Bielnika 26 - présentant quelques constructions typiques de cette région, telles que des fermes rurales et leur décoration intérieure datant de 1706, une grange en rondins, une écurie, un puits, une cabane d'ouvrier agricole, un chalet en bois rond, l'étable avec une remise et un moulin à vent "Koźlak" datant de 1603.
- le musée régional Marcin Rozek, rue 5 Stycznia 34 - le fameux sculpteur et peintre Marcin Rozek a vécu ici. Il est l'auteur, entre autres, du monument Boleslas Ier de Pologne à Gniezno et du Semeur de Luboń. Le musée présente des souvenirs de l'artiste et des objets historiques de Wolsztyn et de sa région. Le jardin contient plusieurs sculptures de l'artiste.

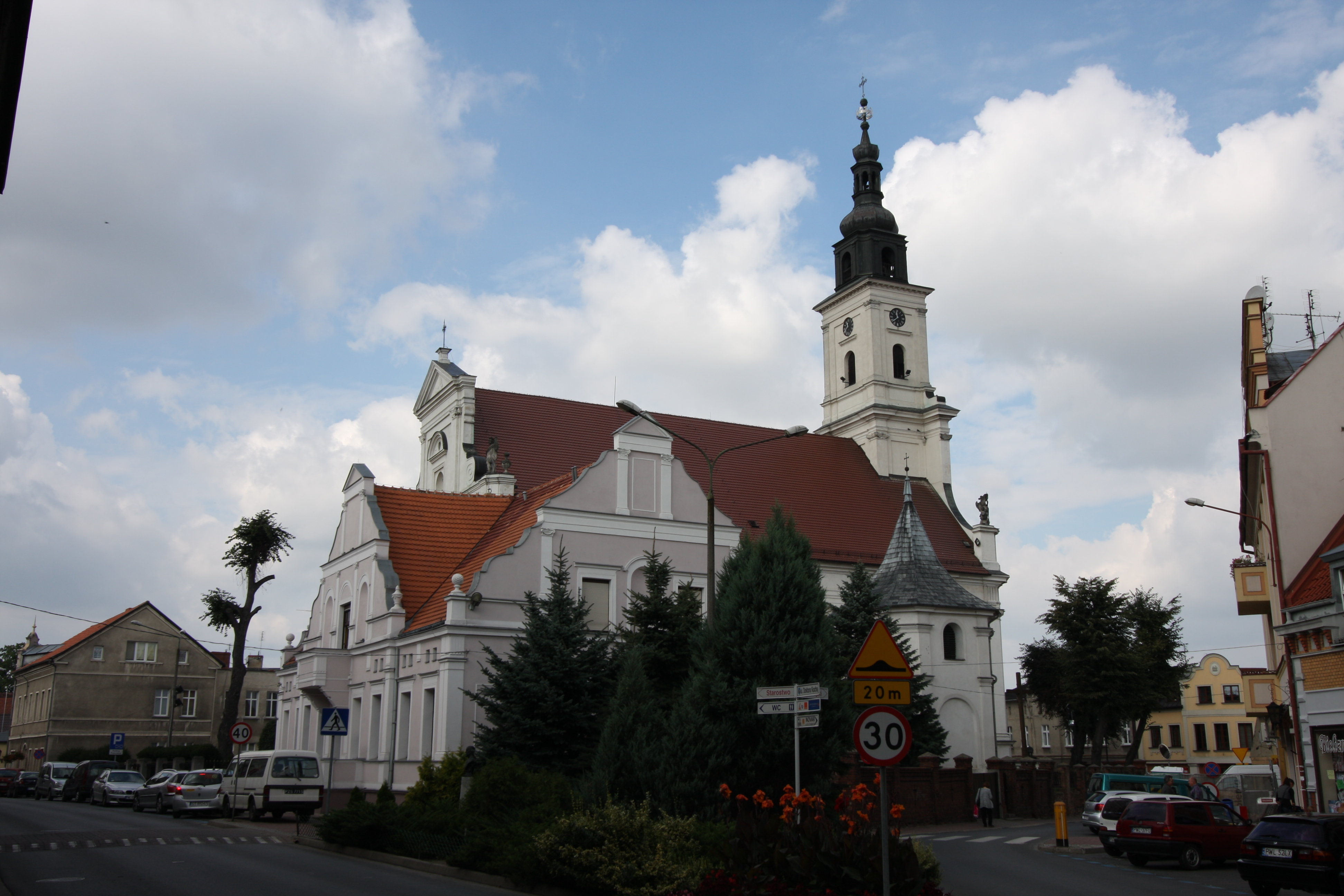
L'église de l'Immaculée conception.
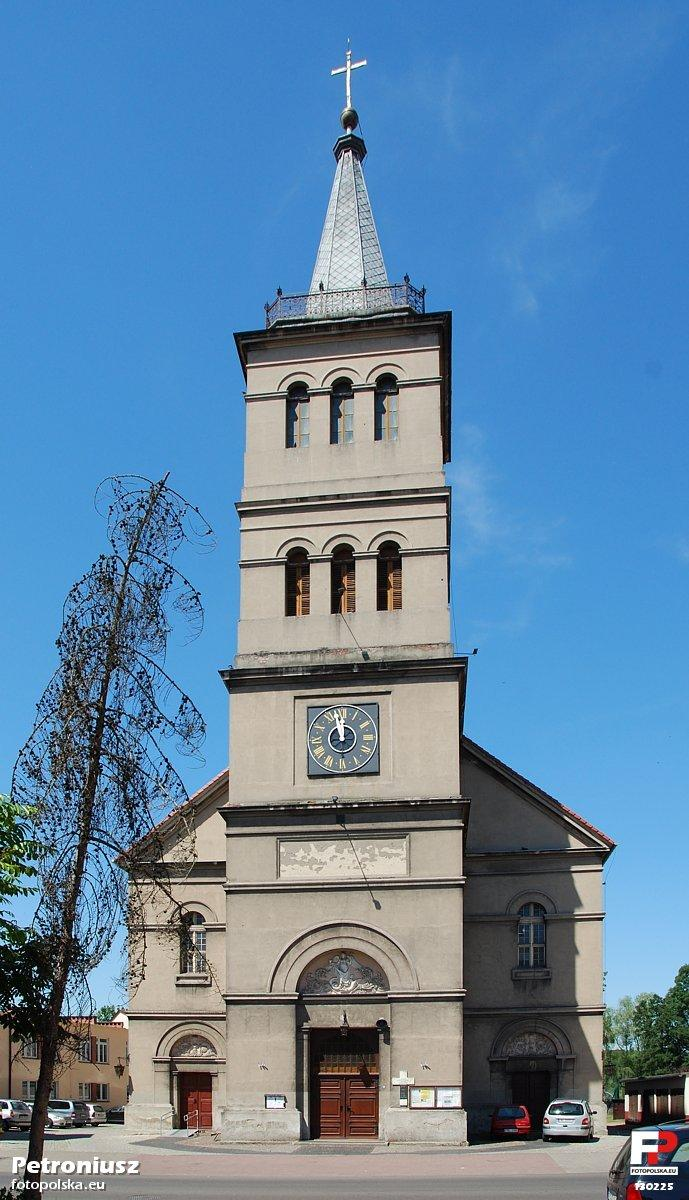
L'église de l'Ascension.
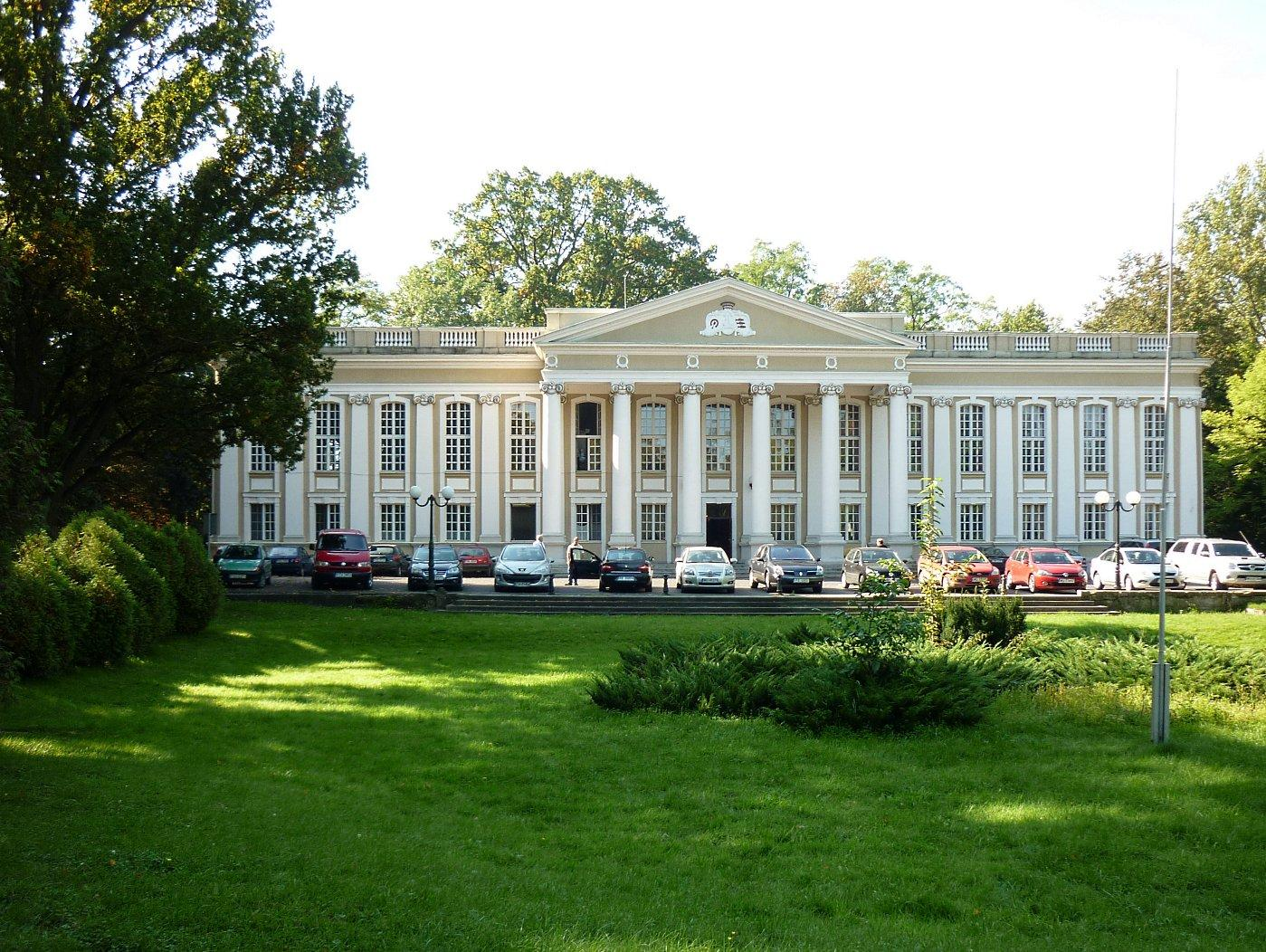
Le palais.
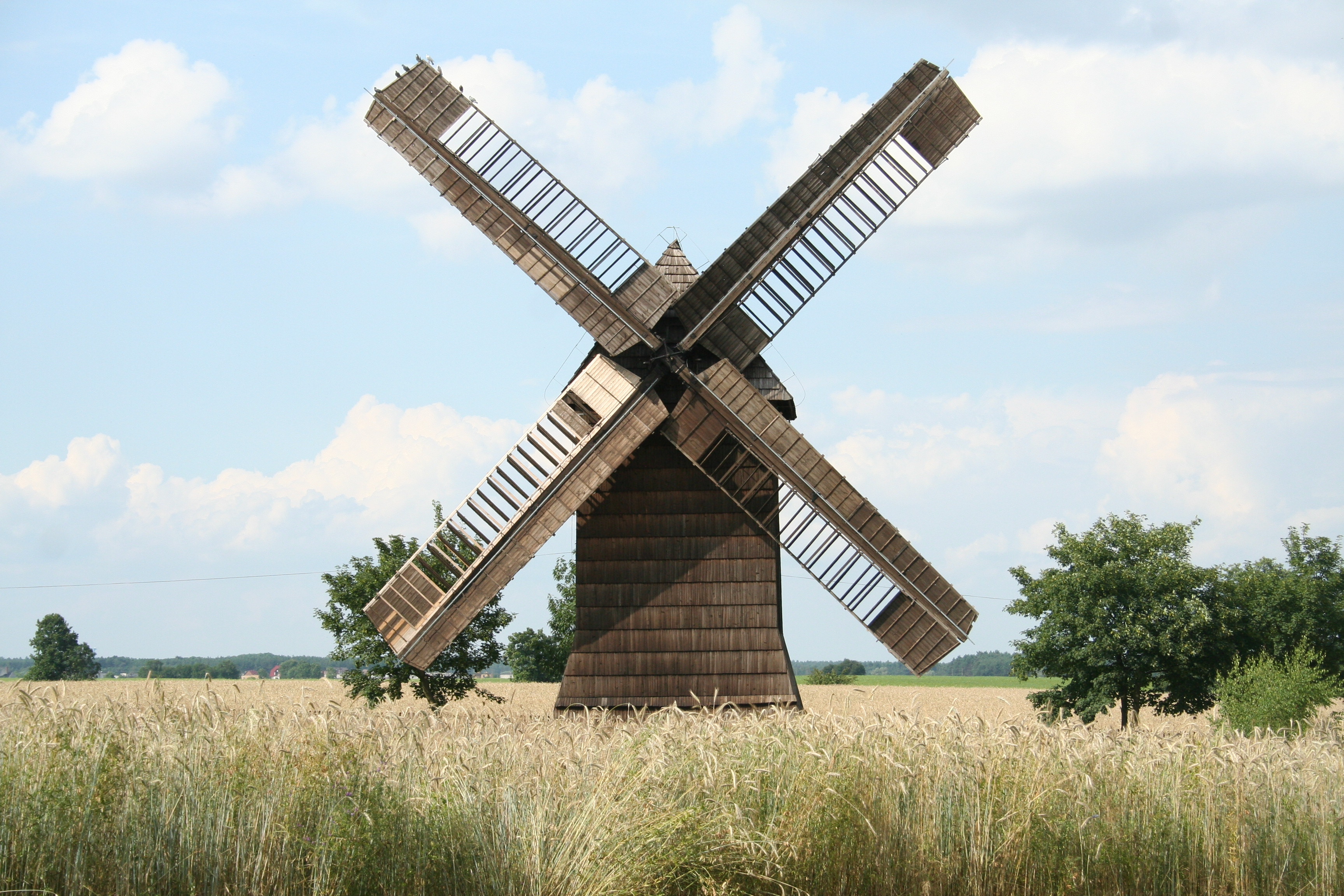
Le Skansen (ici le moulin).

## Tourisme
Autour de Wolsztyn, on peut trouver des sites touristiques attrayants:
- les lacs de la région de Zbąszyń
- le parc naturel régional de Pszczew (pl)
- le parc naturel de Przemęt
- les lacs de la région de Sława
- la vallée de la Dojca (pl) (le lac de Wolsztyn et le lac de Berzyń)

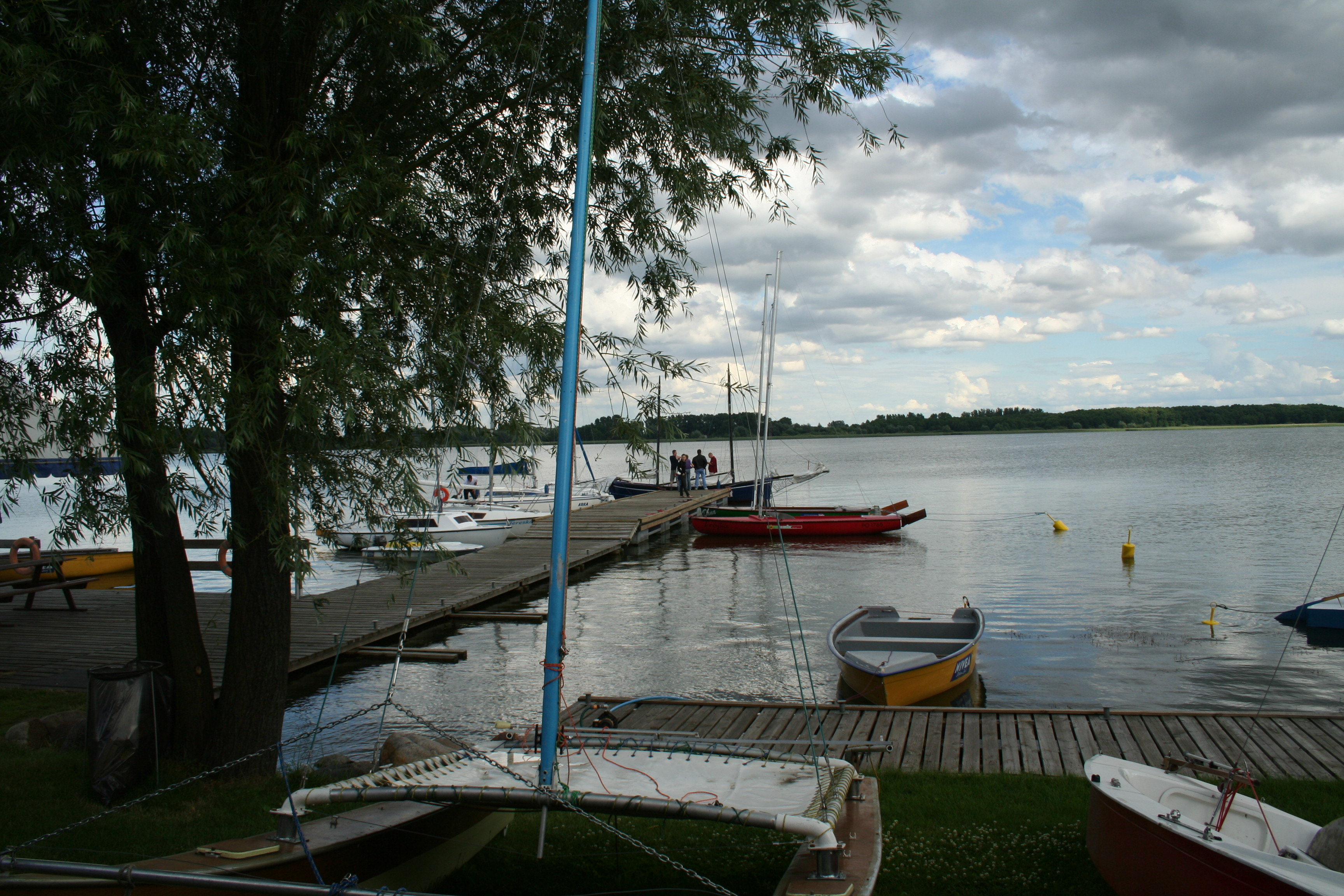
Le lac de Wolsztyn.
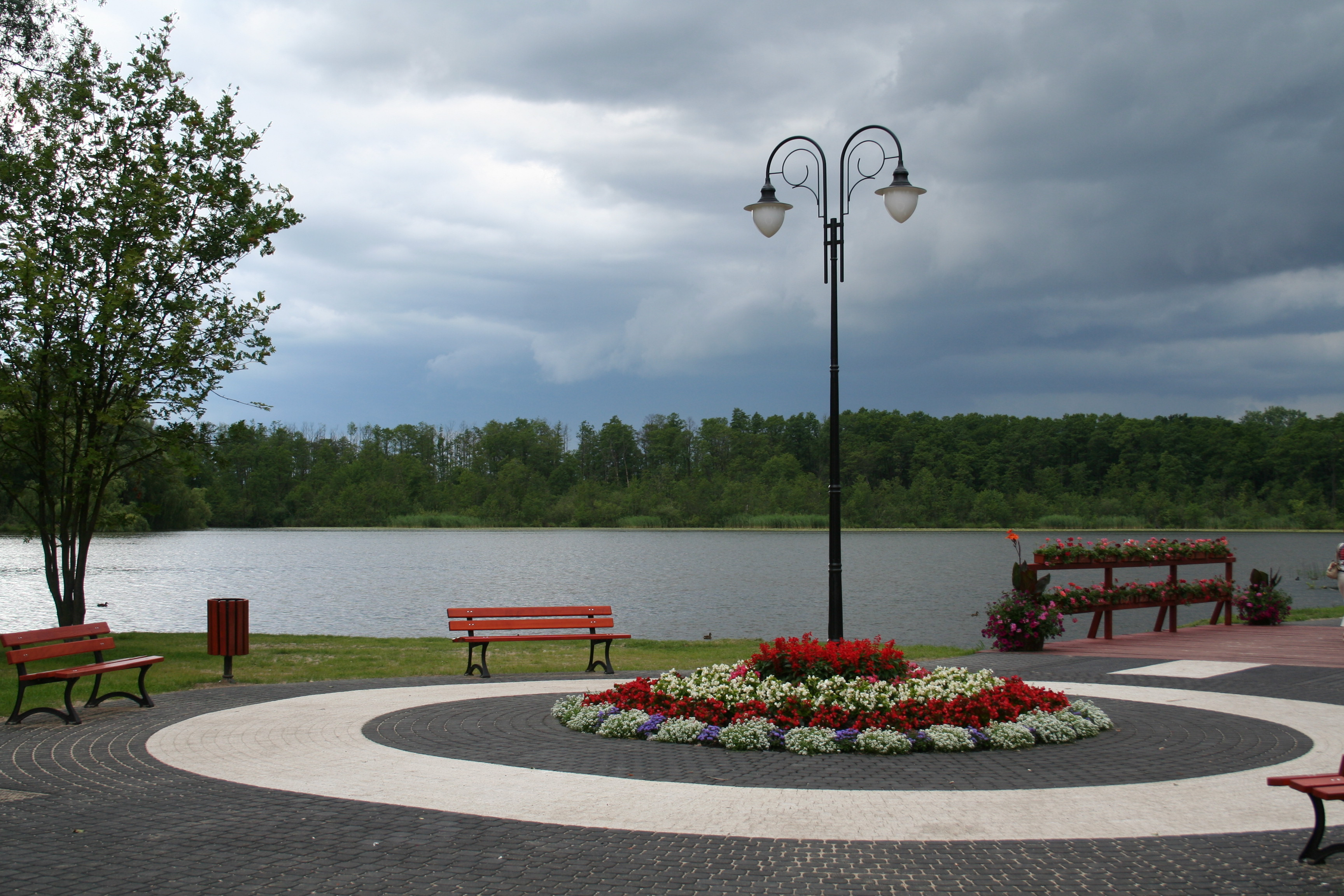
Un autre aspect du lac.

## Personnalités liées à la ville
Trois personnalités remarquables sont liées à l'histoire de Wolsztyn.
- Józef Hoene-Wroński - philosophe et mathématicien éminent né en 1776 à Wolsztyn et mort à Neuilly-sur-Seine le 9 août 1853
- Robert Koch - scientifique, médecin, le célèbre "chasseur de microbes". Entre 1872 et 1880, ce médecin fit ses premières découvertes à Wolsztyn, notamment celle de la détection du germe d'Anthrax, qui décimait le bétail. Plus tard, déjà connu dans le monde médical et scientifique, il découvrit le bacille de la tuberculose à Berlin.
- Marcin Rożek (pl) - sculpteur et peintre de l'entre-deux guerres, professeur à l'École Nationale Supérieure des Arts Décoratifs à Poznań. Grand artiste dont la plupart des œuvres fut détruite par les nazis. Il est mort à Auschwitz en 1944.

## Le dépôt de locomotives à vapeur (Parowozownia)

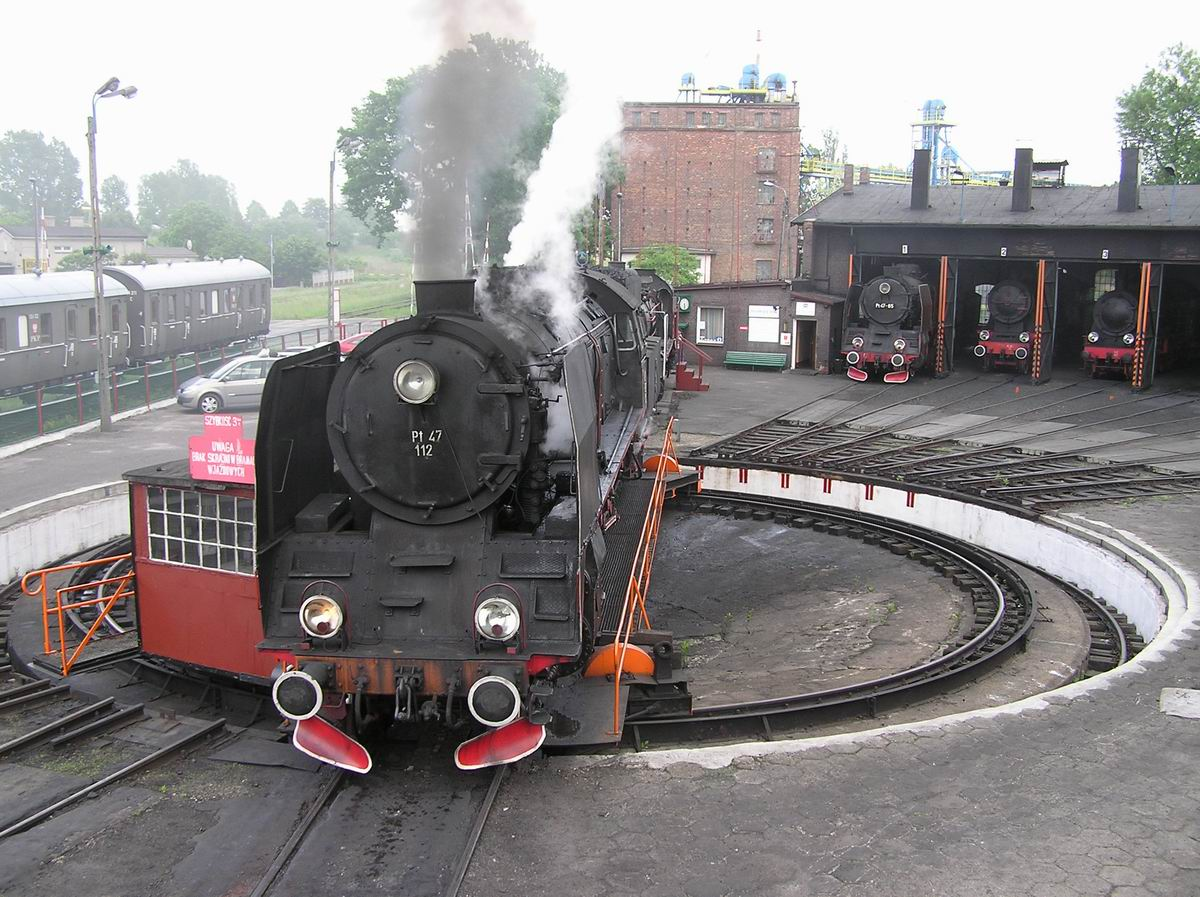
Une locomotive à vapeur.

Le dépôt de locomotives à vapeur (Parowozownia) Wolsztyn est le seul établissement en Europe, où les locomotives fonctionnent encore régulièrement. Il y a environ 30 unités de ces véhicules, y compris les locomotives Ok1 et Ok22 et d'anciens wagons.
L'objet d'exposition le plus précieux est la locomotive Pm36 de 1937, produite a l'usine de Chrzanów, qui peut atteindre jusqu'à 130 km/h. Les locomotives circulent quotidiennement vers Poznań, parfois avec des wagons entièrement d'époque. Le dépôt de locomotives est ouvert à la visite toute l’année. Chaque année, entre fin avril et début mai, a lieu la "Parade de Locomotives", regardée par plus de 20000 touristes.

## Voies de communication

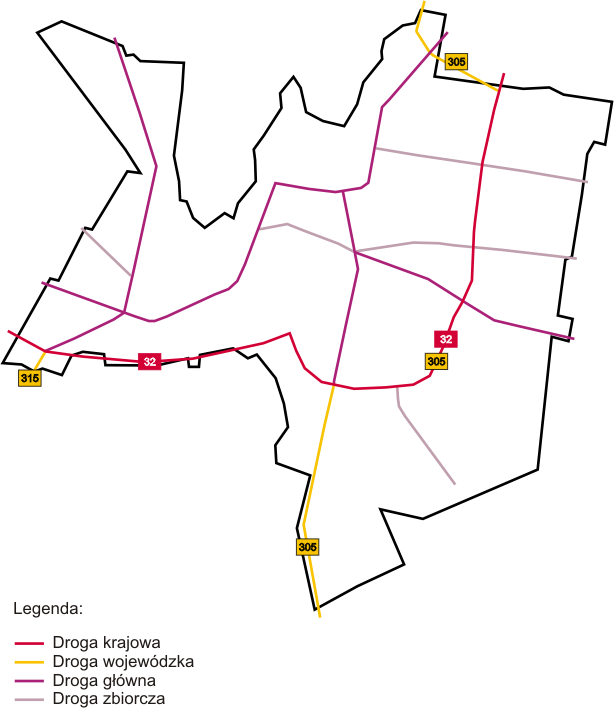
Les différentes routes qui passent dans la ville.

La ville est traversée par la route nationale polonaise 32 (de) (qui relie Stęszew à Gubin (frontière allemande)) et par les routes voïvodales 305 (pl) (qui relie Wroniniec à Bolewice) et 315 (pl) (qui relie Wolsztyn à Nowa Sól).

## Jumelages
- Lübben (Spreewald) (Allemagne)
- Domont (France)
- Maasbree (Pays-Bas)
- Neunkirchen (Sarre) (Allemagne)
- Bad Bevensen (Allemagne)